# Sarbiewo (Zwierzyn)

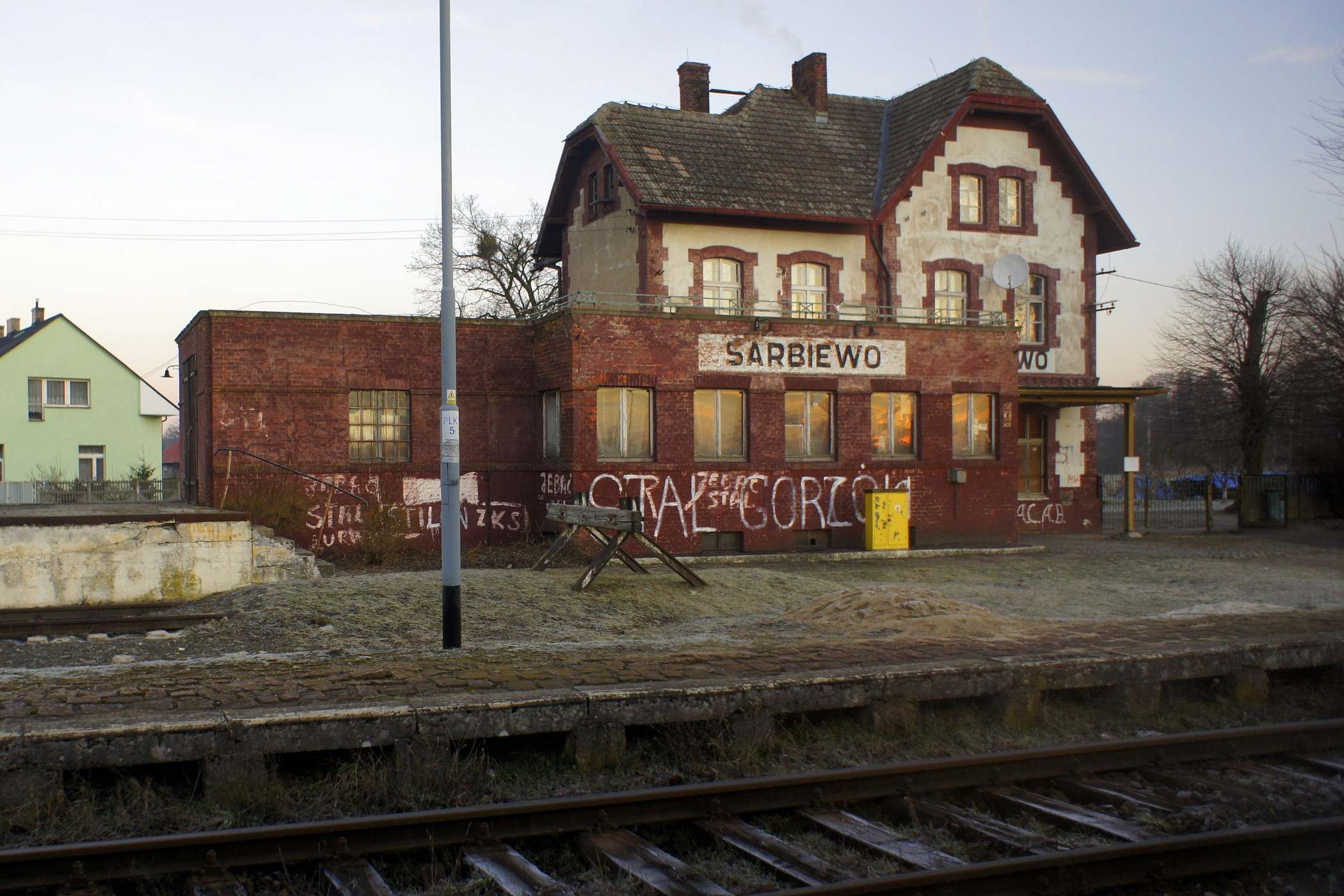
Bahnhof von Sarbiewo

Sarbiewo (deutsch: Mückenburg) ist ein Dorf mit etwa 200 Einwohnern in der Woiwodschaft Lebus in Polen. Es gehört zur Gemeinde Zwierzyn im Powiat Strzelecko-Drezdenecki und liegt auf einer Höhe von etwa 27 Metern über dem Meeresspiegel. Das Verwaltungszentrum der Gemeinde in Zwiezyn liegt etwa zwei Kilometer nordöstlich von Sarbiewo entfernt. Haupteinnahmequellen des Dorfes sind die Forst- und Landwirtschaft.

## Quelle
- Geographie Sarbiewo
- Historie und Überblick zu Sarbiewo